# Pico Mirabeche

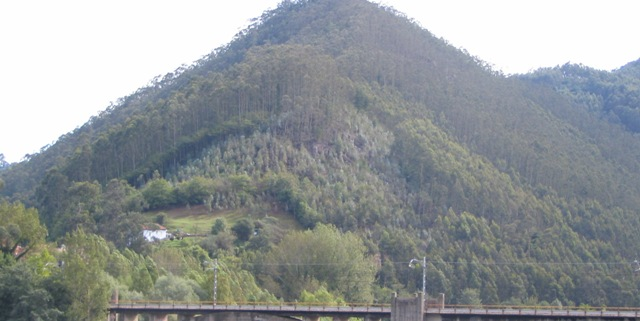
Pico Mirabeche.

El pico Mirabeche está situado en el núcleo de Peñaullán, en el concejo de Pravia. Cuenta con una altitud de 293 metros y forma parte de la sierra de Fontebona, tiene su cota más alta en el alto de Casafría, de 444 metros, todavía dentro del concejo de Pravia, muy cerca del límite con Candamo y cerca del de Soto del Barco. El nombre de Mirabeche procede de la unión de: "mira" significa el lugar de donde se mira lo que está apartado de nosotros y "Beiche y Beise" del antiguo asturiano y gallego, son sinónimos del castellano véese; y así Mira - Beiche es lugar de vigía o atalaya. 
En la falda del Mirabeche, se pueden ver las trincheras de los soldados republicanos de la guerra civil española, todavía existentes junto con restos de armamento ligero.

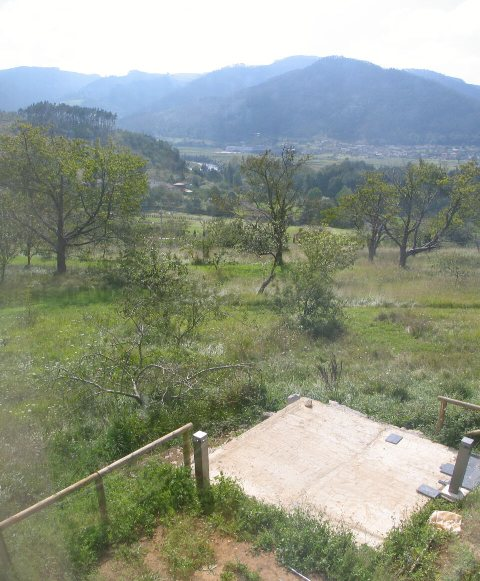
vista desde el interior del museo del río Nalón y su vega, Peñaullán al fondo.

## Flora y fauna
Originariamente poblado por pino y monte bajo, ha sido replanta por árbol de eucalipto tras el incendio de 1971.
En fauna encontramos el zorro común y el erizo de monte.
- Datos: Q6075008